# ジロ・デ・イタリア 1949
ジロ・デ・イタリア 1949(Giro d'Italia 1949) は、自転車による競走である「ジロ・デ・イタリア」の32回目のレースである。1949年5月21日から6月12日まで全19区間、全行程4,088kmで行われた。

## 結果
山岳コースの第17ステージにおいて、5つ全ての峠でトップに立ち、区間優勝を果たしたファウスト・コッピが、最大のライバルであるジーノ・バルタリを圧倒し、3度目の総合優勝を果たした。
その後、コッピは同年のツール・ド・フランスでも総合優勝を果たし、史上初めてジロとツールの両グランツールレースを同一年度に制覇した。その偉業について、イタリアのマスコミがカンピオニッシモ（Campionissimo）と讃えた。

### 総合成績
|    | 選手名                     | 国籍     | 時間            |
| -- | -------------------------- | -------- | --------------- |
| 1  | ファウスト・コッピ         | イタリア | 125時間25分50秒 |
| 2  | ジーノ・バルタリ           | イタリア | +23分47秒       |
| 3  | ジョルダーノ・コットゥール | イタリア | +38分27秒       |
| 4  | アドルフォ・レオーニ       | イタリア | +39分01秒       |
| 5  | ジャンカルロ・アストルア   | イタリア | +39分50秒       |
| 6  | アルフレド・マルティーニ   | イタリア | +48分48秒       |
| 7  | ジュリオ・ブレスチ         | イタリア | +49分14秒       |
| 8  | セラフィノ・ビアジョーニ   | イタリア | +53分14秒       |
| 9  | ネド・ロリ                 | イタリア | +56分59秒       |
| 10 | シルヴィオ・ペドローニ     | イタリア | +1時間02分10秒  |

### マリア・ローザ保持者
| 選手名                     | 国籍     | 首位区間     |
| -------------------------- | -------- | ------------ |
| マリオ・ファツィオ         | イタリア | 第1、第7-第8 |
| ジョルダーノ・コットゥール | イタリア | 第2-第6      |
| アドルフォ・レオーニ       | イタリア | 第9-第16     |
| ファウスト・コッピ         | イタリア | 第17-最終    |

### 山岳賞結果
| 山岳賞 | ファウスト・コッピ     |
| 2位    | エツィオ・チェッキ     |
| 3位    | アルフレド・パソッティ |